# Сербия на «Евровидении-2011»
Конкурс песни Евровидение-2011 — пятый европейский музыкальный конкурс, в котором Сербия принимает участие как отдельная страна.

## Национальный отбор
Финал национального отбора прошёл в Белграде 26 февраля 2011 года.
| Артист           | Песня          | Слова (сл.) / Музыка (муз.)                                                             | Число голосов | Место |
| ---------------- | -------------- | --------------------------------------------------------------------------------------- | ------------- | ----- |
| The Breeze       | Ring Ring Ring | Корнелие Ковач (муз.), Александар Еракович (сл.), Дамьян Дашич (сл.), Марко Чалич (сл.) | 4049          | 3     |
| Александра Ковач | Идемо даље     | Александра Ковач (муз.), Споменка Ковач (сл.)                                           | 5994          | 2     |
| Нина             | Чаробан        | Кристина Ковач (муз, сл.)                                                               | 14900         | 1     |

Победителем национального отбора и участником Евровидения-2011 стала Нина с песней «Чаробан»

## Евровидение-2011

### Полуфинал
На конкурсе Сербия впервые выступала в первом полуфинале 10 мая под номером «06».

#### Голоса Сербии в первом полуфинале
| Страна    | Баллы |
| --------- | ----- |
| Хорватия  | 12    |
| Венгрия   | 10    |
| Исландия  | 8     |
| Греция    | 7     |
| Россия    | 6     |
| Мальта    | 5     |
| Грузия    | 4     |
| Финляндия | 3     |
| Швейцария | 2     |
| Литва     | 1     |

#### Голоса за Сербию в первом полуфинале
| Баллы | Страны                                                                |
| ----- | --------------------------------------------------------------------- |
| 12    | Хорватия, Швейцария                                                   |
| 10    | -                                                                     |
| 8     | -                                                                     |
| 7     | Норвегия, Финляндия                                                   |
| 6     | Польша                                                                |
| 5     | Исландия                                                              |
| 4     | Россия                                                                |
| 3     | Мальта, Литва, Сан-Марино                                             |
| 2     | Албания, Испания                                                      |
| 1     | Португалия                                                            |
| 0     | Армения, Турция, Грузия, Венгрия, Азербайджан, Греция, Великобритания |
| 67    |                                                                       |

### Финал
В финале конкурса Сербия выступала под номером «24».

#### Голоса Сербии в финале
| Страна               | Баллы |
| -------------------- | ----- |
| Босния и Герцеговина | 12    |
| Словения             | 10    |
| Венгрия              | 8     |
| Литва                | 7     |
| Украина              | 6     |
| Швейцария            | 5     |
| Россия               | 4     |
| Греция               | 3     |
| Италия               | 2     |
| Швеция               | 1     |

#### Голоса за Сербию в финале
| Баллы | Страны |
| ----- | --- |
| 12    | - |
| 10    | Босния и Герцеговина, Словения |
| 8     | Хорватия, Македония |
| 7     | Австрия |
| 6     | Швейцария, Польша, Норвегия |
| 5     | Литва, Сан-Марино |
| 4     | Испания |
| 3     | Италия, Нидерланды |
| 2     | Финляндия |
| 1     | Албания, Армения |
| 0     | Дания, Венгрия, Ирландия, Швеция, Эстония, Греция, Россия, Франция, Великобритания, Молдавия, Германия, Румыния, Азербайджан, Исландия, Украина, Грузия, Турция, Мальта, Португалия, Бельгия, Словакия, Кипр, Болгария, Израиль, Белоруссия, Латвия |
| 85    | |